# Liste der Kulturdenkmale in Kranichau
In der Liste der Kulturdenkmale in Kranichau sind die Kulturdenkmale des Torgauer Ortsteils Kranichau verzeichnet, die bis August 2020 vom Landesamt für Denkmalpflege Sachsen erfasst wurden (ohne archäologische Kulturdenkmale). Die Anmerkungen sind zu beachten.
Diese Aufzählung ist eine Teilmenge der Liste der Kulturdenkmale in Torgau.

## Kranichau
| Bild           | Bezeichnung                                                                                     | Lage                 | Datierung                                                                       | Beschreibung | ID       |
| -------------- | ----------------------------------------------------------------------------------------------- | -------------------- | ------------------------------------------------------------------------------- | --- | -------- |
| Weitere Bilder | Herrenhaus, zwei Wirtschaftsgebäude und Scheune des ehemaligen Rittergutes sowie Hofpflasterung | Elbstraße 13 (Karte) | 1820 (Herrenhaus); 2. Hälfte 19. Jh. (Pferdestall, Rinderstall und Gutsscheune) | Bemerkenswert geschlossene und weitgehend authentisch erhaltene Anlage, ortsgeschichtlich und regionalgeschichtliche Bedeutung - Vierseitenanlage, Gutshaus/Herrenhaus: zweigeschossig, massiv, verputzt, Eckbetonung durch Lisenen, Krüppelwalmdach, Dachhaus mit Uhr und Glocke - Wirtschaftsgebäude (Ställe und Scheune): massiv, verputzt, teils mit Klinkergliederungen, Sattel- und gebrochene Dächer Die Entstehungszeit des Gutes geht wohl auf das 16. Jahrhundert zurück. Im Jahre 1820 erfolgte ein Umbau des Herrenhauses. In seiner heutigen Form stammt der markante Bau wohl vor allem aus dieser Zeit. Er brannte 1933 ab (oder aus) und wurde bis 1933 wieder aufgebaute. Mit großer Wahrscheinlichkeit handelt es sich bei der Anlage um ein ehemaliges Rittergut (wird auf älteren Karteikarten als solches bezeichnet). Im Jahre 1913 war ein Major a. D. Pfeffer Eigentümer. | 09285654 |

## Tabellenlegende
- Bild: Bild des Kulturdenkmals, ggf. zusätzlich mit einem Link zu weiteren Fotos des Kulturdenkmals im Medienarchiv Wikimedia Commons. Wenn man auf das Kamerasymbol klickt, können Fotos zu Kulturdenkmalen aus dieser Liste hochgeladen werden:
- Bezeichnung: Denkmalgeschützte Objekte und ggf. Bauwerksname des Kulturdenkmals
- Lage: Straßenname und Hausnummer oder Flurstücknummer des Kulturdenkmals. Die Grundsortierung der Liste erfolgt nach dieser Adresse. Der Link (Karte) führt zu verschiedenen Kartendiensten mit der Position des Kulturdenkmals. Fehlt dieser Link, wurden die Koordinaten noch nicht eingetragen. Sind diese bekannt, können sie über ein Tool mit einer Kartenansicht einfach nachgetragen werden. In dieser Kartenansicht sind Kulturdenkmale ohne Koordinaten mit einem roten bzw. orangen Marker dargestellt und können durch Verschieben auf die richtige Position in der Karte mit Koordinaten versehen werden. Kulturdenkmale ohne Bild sind an einem blauen bzw. roten Marker erkennbar.
- Datierung: Baubeginn, Fertigstellung, Datum der Erstnennung oder grobe zeitliche Einordnung entsprechend des Eintrags in der sächsischen Denkmaldatenbank
- Beschreibung: Kurzcharakteristik des Kulturdenkmals entsprechend des Eintrags in der sächsischen Denkmaldatenbank, ggf. ergänzt durch die dort nur selten veröffentlichten Erfassungstexte oder zusätzliche Informationen
- ID: Vom Landesamt für Denkmalpflege Sachsen vergebene, das Kulturdenkmal eindeutig identifizierende Objekt-Nummer. Der Link führt zum PDF-Denkmaldokument des Landesamtes für Denkmalpflege Sachsen. Bei ehemaligen Kulturdenkmalen können die Objektnummern unbekannt sein und deshalb fehlen bzw. die Links von aus der Datenbank entfernten Objektnummern ins Leere führen. Ein ggf. vorhandenes Icon  führt zu den Angaben des Kulturdenkmals bei Wikidata.